# Fábio Renato
Fábio Renato de Azevedo Lima (Ibiraçu, Brasil, 17 de junio de 1980) es un exfutbolista brasileño nacionalizado ecuatoriano. Actualmente desempeña el papel de entrenador en la Segunda Categoría de Ecuador.

## Biografía
Está casado con Lena de Azevedo, tiene 2 hijos: Renato Fábio y Pedro Fábio. Su familia la integran 7 hermanos y sus padres: María José Azevedo y José Renato De Lima (quien también fue futbolista).

## Copa Sudamericana 2012
El jugador brasileño disputó los primeros 2 partidos de la primera fase de la Copa Sudamericana 2012, anotando 5 goles en total convirtiéndose en el máximo goleador de la historia de Liga de Loja en Copas Internacionales. En el primer partido, frente a Monagas en Venezuela, su equipo ganó 2:0, ambos goles de él. En el partido de vuelta, el 15 de agosto de 2012 en Ecuador ganó 4-2 y convirtió 3 goles. Fue el máximo goleador de la Copa Sudamericana 2012 con 5 goles compartido con cuatro jugadores más.

## Estadísticas

### Clubes
Actualizado al último partido disputado el 10 de junio de 2022.
| Club                  | País          | Año           | Partidos | Goles |
| --------------------- | ------------- | ------------- | -------- | ----- |
| Águila                | El Salvador   | 2002-2006     | -        | 82    |
| Isidro Metapán        | El Salvador   | 2007          | -        | ¿?    |
| Brasilia              | Ecuador       | 2007          | 30       | 10    |
| Liga de Loja          | Ecuador       | 2008          | 35       | 21    |
| Espoli                | Ecuador       | 2009          | 38       | 11    |
| Liga de Loja          | Ecuador       | 2010-2015     | 202      | 82    |
| Ciudad de Yantzaza    | Ecuador       | 2016          | 5        | 3     |
| Audaz Octubrino       | Ecuador       | 2016          | 15       | 8     |
| Técnico Universitario | Ecuador       | 2017          | 43       | 18    |
| Mushuc Runa           | Ecuador       | 2018-2019     | 56       | 17    |
| Liga de Loja          | Ecuador       | 2019          | 13       | 4     |
| Mineros S. C.         | Ecuador       | 2020          | 6        | 10    |
| Santa Rita            | Ecuador       | 2020          | 5        | 0     |
| Pelileo S. C.         | Ecuador       | 2021          | 12       | 4     |
| Peñarol               | Ecuador       | 2022          | 3        | 1     |
| Total carrera         | Total carrera | Total carrera | 463      | 294   |

## Palmarés

### Campeonatos nacionales
| Título             | Club                  | País        | Año  |
| ------------------ | --------------------- | ----------- | ---- |
| Primera División   | Isidro Metapán        | El Salvador | 2007 |
| Serie B de Ecuador | Liga de Loja          | Ecuador     | 2010 |
| Serie B de Ecuador | Técnico Universitario | Ecuador     | 2017 |
| Serie B de Ecuador | Mushuc Runa           | Ecuador     | 2018 |

### Distinciones individuales
| Distinción                                 | Año  |
| ------------------------------------------ | ---- |
| Goleador de la Serie B de Ecuador          | 2010 |
| Goleador de la Copa Sudamericana (5 goles) | 2012 |